# 大村市立大村中学校
大村市立大村中学校（おおむらしりつ おおむらちゅうがっこう）は、長崎県大村市赤佐古町にある公立中学校。　
略称として、大中(だいちゅう）がある。

## 概要
歴史
生徒数の増加により、1986年（昭和61年）4月に大村市立玖島中学校から分離・独立する形で開校した。
校歌
作詞は田川芳明、作曲は友永仁による。歌詞は3番まであり、3番に校名の「大村中学校」が登場する。
校区
本町の一部、東本町の一部、東三城町、西三城町、三城町、水主町一丁目・二丁目、武部町（玖島団地を除く）、水計町、荒平町、水田町（水田二区）、杭出津一丁目（新城）、杭出津二丁目（杭出津三区、杭出津四区、辻田）、東大村一丁目・二丁目、須田ノ木町、赤佐古町、徳泉川内町、木場一丁目・二丁目、向木場町、玖島三丁目の一部、武部町（玖島団地）。
小学校区は大村市立三城小学校、大村市立東大村小学校、大村市立旭が丘小学校区。

## 沿革
大村市立大村中学校（初代）
- 大村市立玖島中学校#年表を参照。

大村市立大村中学校（2代目・現在）
- 1986年（昭和61年）4月1日 - 大村市立玖島中学校から分離・独立する形で「大村市立大村中学校」が開校。
- 1989年（平成元年）2月 - クラブハウス（部室）が完成。
- 1994年（平成6年）2月 - 校舎を増築。教育用コンピューターが導入される。
- 2006年（平成18年）4月 - 市内の公立小中学校で二学期制が導入される。
- 2010年（平成22年）9月 - 太陽光パネルが設置される。
- 2011年（平成23年）3月 - 武道場が完成。
- 2020年（令和2年）　4月 - 市立の公立小中学校で三学期制が導入される。

## アクセス
最寄りのバス停
- 路線バス - 県営バス 横山頭～松山線 大村中前 / 学校入口バス停
- 高速バス - 長崎自動車道 木場バスストップ

最寄りの国道・県道
- 長崎県道257号大村外環状線

## 周辺
- 大村市立旭が丘小学校
- 赤佐古公園
- 中村商店

## 参考資料
- 大村市の教育 平成25年度 (PDF)  - 大村市ウェブサイト
- 「大村市史 下巻」（1961年（昭和36年）2月11日発行、大村市役所）

## 関連事項
- 長崎県中学校一覧